# 穆杜库拉图尔
穆杜库拉图尔（Mudukulathur），是印度泰米尔纳德邦Ramanathapuram县的一个城镇。总人口13130（2001年）。

## 人口
该地2001年总人口13130人，其中男性6538人，女性6592人；0—6岁人口1628人，其中男855人，女773人；识字率70.77%，其中男性为76.43%，女性为65.15%。